# Esztergom–párkányi teherhíd
Az Esztergom–párkányi teherhíd egy tervezett híd a Duna fölött a magyarországi Esztergom és a szlovákiai Párkány között.

## Története
2025 májusában miniszterelnöki szintű megállapodás született Magyarország és Szlovákia között a határátkelési lehetőségek bővítéséről, ezen belül többek között a Esztergom–párkányi teherhíd megtervezéséről.